# Pięciobój wojskowy na światowych wojskowych igrzyskach sportowych
Pięciobój wojskowy na światowych wojskowych igrzyskach sportowych – międzynarodowe, zawody dla sportowców-żołnierzy, które odbywają się w ramach światowych igrzysk wojskowych organizowanych przez Międzynarodową Radę Sportu Wojskowego (CISM) w interwale czteroletnim, zadebiutowały na 1. Światowych Wojskowych Igrzyskach Sportowych w 1995 we włoskim Rzymie. W roku 2003 konkurencje pięcioboju wojskowego nie był rozgrywany na igrzyskach. Aktualnie ta dyscyplina jest obecna na dotychczasowych światowych igrzyskach wojskowych.

## Edycje
| Edycja | Data                          | Miejscowość    | Kraj             | Liczba konkurencji |
| ------ | ----------------------------- | -------------- | ---------------- | ------------------ |
| I      | 7-14.09.1995 (szczegóły)      | Rzym           | Włochy           | 4                  |
| II     | 7-17.08.1999 (szczegóły)      | Zagrzeb        | Chorwacja        | 2                  |
| III    | 5–10.12.2003 (Nie rozgrywano) | Katania        | Włochy           | –                  |
| IV     | 15–19.10.2007 (szczegóły)     | Hajdarabad     | Indie            | 4                  |
| V      | 17–23 .07.2011 (szczegóły)    | Rio de Janeiro | Brazylia         | 6                  |
| VI     | 7-10.10.2015 (szczegóły)      | Mungyeong      | Korea Południowa |                    |
| VII    | 19–24.10.2019 (szczegóły)     | Wuhan          | Chiny            | 6                  |
| VIII   | 2027 (szczegóły)              |                |                  |                    |

## Polscy medaliści w pięcioboju nowoczesnym
| 1. | 1995 – Rzym           | 0 | 0 | 0 | 0 | 0 | 0 | 0 | 0 | 0 | 0 |   |   |   |
| 2. | 1999 – Zagrzeb        |   |   |   |   |   |   |   |   |   |   |   |   |   |
| 3. | 2003 – Katania        | – | – | – | – |   |   |   |   |   |   |   |   |   |
| 4. | 2007 – Hajdarabad     | 0 | 0 | 0 | 0 | 0 | 0 | 0 | 0 | 0 | 0 |   |   |   |
| 5. | 2011 – Rio de Janeiro | 0 | 0 | 0 | 0 | 0 | 0 | 0 | 0 | 0 | 0 |   |   |   |
| 6. | 2015 – Mungyeong      | 0 | 0 | 0 | 0 | 0 | 0 | 0 | 0 | 0 | 0 | 0 | 0 | 0 |
| 7. | 2019 – Wuhan          | 0 | 0 | 0 | 0 | 0 | 0 | 0 | 0 | 0 | 0 |   |   |   |
| 8. | 2027                  |   |   |   |   |   |   |   |   |   |   |   |   |   |